# FIBA Amériques
La FIBA Amériques (aussi appelée en Amérique du Sud : Confederación Panamericana de Baloncesto) fondée le 11 octobre 1975 est une confédération des associations nationales de basket-ball pour l'ensemble des Amériques. Il s'agit d'une délégation géographique de la Fédération internationale de basket-ball amateur.
La confédération regroupe 44 pays membres, répartie en 3 zones : Nord, Amérique Centrale et Caraïbes, et Amérique du Sud.

## Les fédérations présentes

Carte des zones de la FIBA Amériques

### Zone Nord
- Canada
- États-Unis

### Zone Amérique Centrale et Caraïbes
Cette zone est elle-même subdivisée en deux organisations :

#### Amérique Centrale
- Belize
- Costa Rica
- Guatemala
- Honduras
- Mexique
- Nicaragua
- Panama
- Salvador

#### Caraïbes
- Antigua-et-Barbuda
- Antilles néerlandaises
- Aruba
- Bahamas
- Barbade
- Îles Caïmans
- Cuba
- Dominique
- Grenade
- Guyana
- Haïti
- Îles Vierges des États-Unis
- Îles Vierges britanniques
- Jamaïque
- Montserrat
- Antilles néerlandaises
- Porto Rico
- République dominicaine
- Saint-Christophe-et-Niévès
- Sainte-Lucie
- Saint-Vincent-et-les-Grenadines
- Suriname
- Trinité-et-Tobago
- Îles Turques-et-Caïques

### Zone Amérique du Sud
- Argentine
- Bolivie
- Brésil
- Chili
- Colombie
- Équateur
- Paraguay
- Pérou
- Uruguay
- Venezuela